# Juan Martín de Pueyrredón
Juan Martín de Pueyrredón (Buenos Aires, 18 de dezembro de 1777 – San Isidro, 13 de março de 1850) foi um general e político argentino do início do século XIX.

## Biografia
Filho de um comerciante francês, não pode terminar seus estudos e em 1795 foi enviado a Cádiz, Espanha para assumir as responsabilidades dos negócios da família após a morte de seu pai. Passou os anos seguintes viajando pela França e Espanha.
Quando os britânicos ocuparam Buenos Aires em 1806, Pueyrredón foi ao campo e reuniu um exército voluntário que recobrou a cidade. Em 1807 foi enviado como representante de Buenos Aires à Espanha, mas voltou em 1809 participando do movimento de independência.
Depois da Revolução de Maio de 1810, foi designado governador de Córdoba. Em 1811 se converteu no líder do exército do Alto Peru e em 1812 em membro do primeiro triunvirato argentino, de breve duração.